# Victorià Ferrà Darder
Victorià Ferrà Darder   (Palma, 12 de gener de 1896 - Palma, 14 de gener de 1972) fou un futbolista balear de les dècades de 1910 i 1920.
Va ser un porter molt complet, considerat un dels millors porters balears anteriors a la guerra civil.
Va jugar quasi tota la seva carrera a la Real Sociedad Alfonso XIII, l'antecessor del Reial Mallorca, on jugà entre 1916 i 1928. Durant la temporada 1918-19 va jugar durant sis mesos al RCD Espanyol, on va ser habitual suplent de Ricard Zamora.
Fou campió balear de 100 metres lliures l'any 1920.